# Meigenia grisella
Meigenia grisella là một loài ruồi trong họ Tachinidae.